# Maria la Jueva

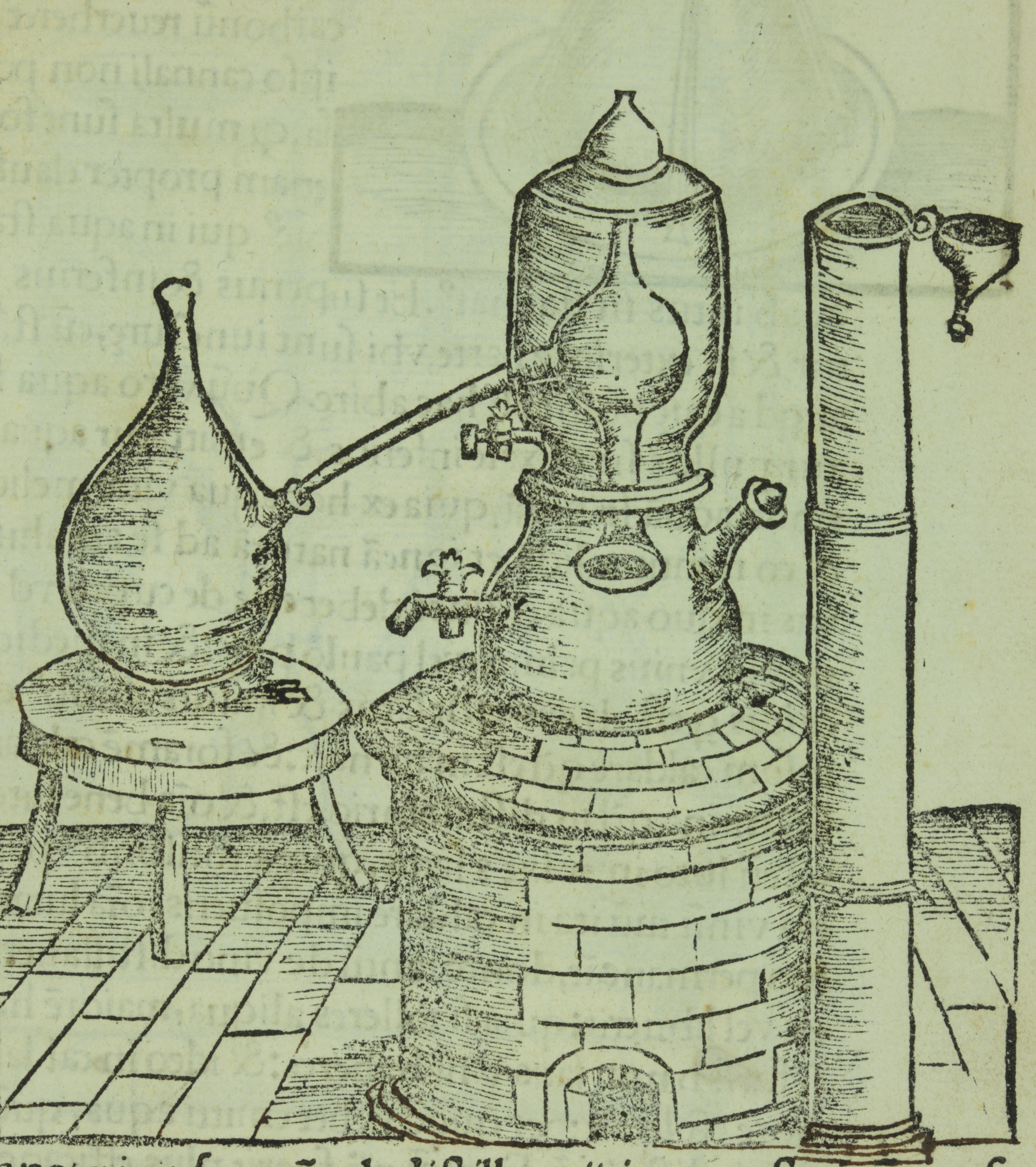
Balneum Mariae alquímic, o bany Maria, de Coelum philosophorum, Philip Ulstad (1528), Chemical Heritage Foundation

Maria la Jueva (en llatí: Maria Prophetissima), també coneguda com a Maria l'Hebrea o Míriam la Profetessa, va viure entre el segle I i el segle iii dC a Alexandria, va ser la primera dona alquimista, considerada com la "fundadora de l'alquímia" i una gran descobridora de la ciència pràctica.

## Origen
Igual que va succeir amb la majoria dels adeptes o iniciats, la identitat de Maria la Jueva ha arribat lleugerament enfosquida. Alguns l'associaven amb Maria Magdalena. Els alquimistes del passat creien que era Míriam, la germana de Moisès i del profeta Aaró, però les proves que donen suport a aquesta idea són escasses.
La referència més concreta de la seva existència es dona gràcies a Zòsim de Panpolis, erudit alquimista d'Alexandria que al segle iv dC va recopilar els ensenyaments de molts iniciats anteriors per formar el que va arribar a ser una enciclopèdia de l'art hermètic o hermetisme. En els seus escrits és on cita Maria gairebé sempre en passat, esmentant-la com una dels “savis antics”, i també descriu alguns dels seus experiments i instruments.
Jordi Sincel·le, cronista romà d'Orient del segle viii, presenta  Maria com a mestra de Demòcrit, a qui va conèixer a Memfis (Egipte) en l'època de Pèricles. L'enciclopedista àrab Ibn an-Nadim la cita al seu catàleg de l'any 879 dC entre els cinquanta-dos alquimistes més famosos, per conèixer la preparació del Caput mortuum. Els àrabs la van conèixer com la “filla de Plató”, nom que en els textos alquímics occidentals estava reservat per al sofre blanc. Maria passa així a ser identificada amb la matèria que treballa.
També es pensa que Maria la Jueva, a més d'un ser personatge real, podria haver estat una signatura emprada per un o diversos alquimistes hebreus anteriors a Zòsim de Panòpolis.

## Obres
Se sap que Maria va escriure diversos textos sobre alquímia, encara que cap dels seus escrits han sobreviscut en la seva forma original; no obstant això, els seus ensenyaments van ser àmpliament citats per hermetistes posteriors. La seva principal obra coneguda és Extractes fets per un filòsof cristià anònim, també anomenada Diàleg de Maria i Aros sobre el magisteri d'Hermes, on estan descrites i anomenades les operacions que després serien la base de l'alquímia. La leukosis ('blanqueig') i la xanthosis ('esgrogueïment'): una es feia per trituració i l'altra per calcinació. En aquesta obra es descriu per primera vegada l'àcid de la sal marina i un altre àcid que es pot identificar amb l'àcid acètic. També apareixen diverses receptes per fer or, fins i tot a partir d'arrels vegetals com la de la mandràgora.

### Tribikos
El tribikos era una mena d'alambí de tres braços que s'utilitzava per a obtenir substàncies purificades per destil·lació. Consistia en un atuell de fang que contenia el líquid que s'anava a destil·lar, una mantera per a la condensació del vapor, de la qual sortien tres aixetes de coure, i flascons de vidre per rebre el líquid. Una gotera o vora a l'interior de la mantera recollia el destil·lat i el portava a les aixetes.
No se sap exactament si va ser Maria la Jueva qui el va inventar, però aquest instrument se li adjudica, ja que la seva primera descripció va ser feta per ella, i apareix en un escrit de Zòsim. 

### Kerotakis
El kerotakis és el més important dels invents de Maria la Jueva, és un aparell de reflux usat per escalfar substàncies utilitzades en l'alquímia i recollir-ne els vapors. És un recipient hermètic amb una làmina de coure suspesa en la part superior, i perquè l'aparell funcionés correctament totes les unions havien d'estar ajustades al buit, l'ús d'aquests recipients en les arts hermètiques va donar lloc a l'expressió "segellat hermèticament".
Maria va estudiar els efectes dels vapors d'arsènic, mercuri i sofre sobre els metalls, estovant i impregnant-los amb colors. El kerotakis era la paleta triangular que usaven els artistes per mantenir calentes les seves mescles de cera i pigments. Maria va usar la mateixa paleta per a estovar metalls i impregnar-los de color. Kerotakis va arribar a ser el nom de tot el seu aparell de reflux, que consistia en una esfera o en un cilindre amb una tapa hemisfèrica col·locada sobre el foc. Les solucions de sofre, mercuri o sulfur d'arsènic s'escalfaven en un recipient col·locat prop del fons. Prop de la part superior del cilindre, suspesa de la coberta, anava la paleta amb l'aliatge de coure i plom (o d'altres metalls) que s'anava a tractar. En bullir el sofre o el mercuri, el vapor es condensava en la part superior del cilindre i el líquid tornava a caure, donant així un reflux continu. Els vapors de sofre o el condensat atacaven l'aliatge de metall, i donaven un sulfur negre (“negre de Maria”), que se suposava que representava la primera etapa de la transmutació. Les impureses es recollien en un tamís mentre que els residus (el sulfur negre) tornaven cap a la part inferior. L'escalfament perllongat arribava a donar un aliatge semblant a l'or. El kerotakis també s'usava per a l'extracció d'olis de plantes, com l'oli essencial de roses.
Maria la Jueva i els seus col·legues creien que la reacció que tenia lloc en el kerotakis era una reconstitució mística del procés de formació de l'or que ocorria en les entranyes de la Terra. El seu compost favorit de calcinació era el realgar, que sovint apareix en les mines d'or.
Posteriorment, aquest instrument va ser modificat per l'alemany Franz von Soxhlet, que el 1879 va crear l'extractor que porta el seu nom, extractor Soxhlet.

### Bany Maria
El bany Maria és una de les tècniques rudimentàries més antigues emprades actualment tant en les operacions de laboratori químics i farmacèutics, com en processos industrials i domèstics. Consisteix a introduir un recipient en un altre de més gran que conté aigua en ebullició i s'utilitza quan es vol escalfar una matèria de manera indirecta i uniforme. Serveix, per exemple, per a destil·lar substàncies volàtils o aromàtiques i per a evaporar extractes. El bany Maria original era un bany de sorra i cendres que escalfava un altre recipient amb aigua que, al seu torn, n'escalfava el següent. El bany de sorra tenia com a objecte conservar millor la calor que havia de transmetre, ja que la seva temperatura podia ser superior a la de l'aigua que bullia. Posteriorment, a aquest aparell se li treu la sorra i es queda només amb el recipient amb aigua, la qual haurà de bullir i els seus vapors seran capaços d'escalfar l'altre recipient que és dins.
Els investigadors li atribueixen a Maria la Jueva tant l'origen com el nom de bany Maria. Aquest terme va ser introduït per Arnau de Vilanova al segle xiv.